# Ciinkwia Saxum
Il Ciinkwia Saxum è una struttura geologica della superficie di 101955 Bennu.